# عبد الكريم الوزاني
عبد الكريم الوزاني (7 فبراير 1954 - ) هو رسام وفنان تشكيلي مغربي، من مواليد مدينة تطوان، حاصل على دبلوم من المدرسة الوطنية للفنون الجميلة بتطوان عام 1975، ومن المدرسة الوطنية للفنون الجميلة بباريس عام 1978، وحاصل على عدد من الجوائز والأوسمة، وعمل أستاذًا ومديراً للمعهد الوطني للفنون الجميلة بتطوان من عام 1998 حتى 2014. شارك في العديد من المعارض الفردية والجماعية داخل المغرب وخارجه.

## جوائز
1. حاصل على وسام الجمهورية من درجة فارس عام 1999.
2. شهادة تقديرية في المهرجان الثقافي الثاني (خان مونت روزا للفنون) - دمشق عام 2001.